# Birnamwood
Birnamwood è un comune degli Stati Uniti, situato in Wisconsin, nella Contea di Shawano e in parte nella Contea di Marathon.